# Calligonum zakirovii
Calligonum zakirovii là một loài thực vật có hoa trong họ Rau răm. Loài này được (Khalk.) Czerep. mô tả khoa học đầu tiên năm 1995.